# Архиепархия Виннипега
Архиепархия Виннипега (лат. Archidioecesis Vinnipegensis) — архиепархия Римско-Католической церкви с центром в городе Виннипег, Канада. Кафедральным собором архиепархии является собор Пресвятой Девы Марии в Виннипеге.

## История
4 декабря 1915 года Римский папа Бенедикт XV издал буллу Inter praecipuas, которой учреждил архиепархию Виннипега, выделив из архиепархии святого Бонифация.

## Ординарии архиепархии
- архиепископ Arthur Alfred Sinnott (4.12.1915 — 14.01.1952);
- архиепископ Philip Francis Pocock (14.01.1952 — 18.02.1961);
- кардинал Джордж Бернард Флэфф (10.03.1961 — 31.03.1982);
- архиепископ Adam Joseph Exner (31.03.1982 — 25.05.1991);
- архиепископ Leonard James Wall (25.02.1992 — 7.06.2000);
- архиепископ James Vernon Weisgerber (7.06.2000 — 28.10.2013);
- архиепископ Richard Joseph Gagnon (28.10.2013 — по настоящее время).

## Источник
- Annuario Pontificio, Libreria Editrice Vaticana, Città del Vaticano, 2003, ISBN 88-209-7422-3;
- *Булла Inter praecipuas Архивная копия от 5 октября 2018 на Wayback Machine, AAS 8 (1916), стр. 89  (лат.)